# Augochloropsis chloera
Augochloropsis chloera är en biart som först beskrevs av Jesus Santiago Moure 1940.  Augochloropsis chloera ingår i släktet Augochloropsis och familjen vägbin. Inga underarter finns listade.